# 大同大學 (韓國)
大同大學，是一所位於韓國釜山市金井區的私立大學。
以看護，餐飲，社會工作，化裝科目為主。

## 相關外連
- 中華網教育